# Grand Prix Velké Británie 1970
Grand Prix Velké Británie 1970 (oficiálně XXIII RAC British Grand Prix) se jela na okruhu Brands Hatch v Kentu ve Velké Británii dne 18. července 1970. Závod byl sedmým v pořadí v sezóně 1970 šampionátu Formule 1.

## Závod
| Poř.   | No. | Jezdec               | Konstruktér        | Počet kol | Čas/Odstoupení | Pořadí na startu | Body |
| ------ | --- | -------------------- | ------------------ | --------- | -------------- | ---------------- | ---- |
| 1      | 5   | Jochen Rindt         | Lotus-Ford         | 80        | 1:57:02.0      | 1                | 9    |
| 2      | 17  | Jack Brabham         | Brabham-Ford       | 80        | + 32.9         | 2                | 6    |
| 3      | 9   | Denny Hulme          | McLaren-Ford       | 80        | + 54.4         | 5                | 4    |
| 4      | 4   | Clay Regazzoni       | Ferrari            | 80        | + 54.8         | 6                | 3    |
| 5      | 16  | Chris Amon           | March-Ford         | 79        | + 1 kolo       | 17               | 2    |
| 6      | 14  | Graham Hill          | Lotus-Ford         | 79        | + 1 kolo       | 22               | 1    |
| 7      | 2   | François Cevert      | March-Ford         | 79        | + 1 kolo       | 14               |      |
| 8      | 28  | Emerson Fittipaldi   | Lotus-Ford         | 78        | + 2 kola       | 21               |      |
| 9      | 27  | Ronnie Peterson      | March-Ford         | 72        | + 8 kol        | 13               |      |
| NC     | 29  | Pete Lovely          | Lotus-Ford         | 69        | + 11 kol       | 23               |      |
| Ret    | 32  | Dan Gurney           | McLaren-Ford       | 60        | Tlak oleje     | 11               |      |
| Ret    | 22  | Pedro Rodríguez      | BRM                | 58        | Nehoda         | 15               |      |
| Ret    | 23  | Jackie Oliver        | BRM                | 54        | Motor          | 4                |      |
| Ret    | 1   | Jackie Stewart       | March-Ford         | 52        | Spojka         | 8                |      |
| Ret    | 20  | John Surtees         | Surtees-Ford       | 51        | Tlak oleje     | 19               |      |
| Ret    | 8   | Henri Pescarolo      | Matra              | 41        | Nehoda         | 12               |      |
| Ret    | 7   | Jean-Pierre Beltoise | Matra              | 24        | Kolo           | 10               |      |
| Ret    | 26  | Mario Andretti       | March-Ford         | 21        | Zavěšení       | 9                |      |
| Ret    | 15  | Jo Siffert           | March-Ford         | 19        | Zavěšení       | 20               |      |
| Ret    | 6   | John Miles           | Lotus-Ford         | 15        | Motor          | 7                |      |
| Ret    | 24  | George Eaton         | BRM                | 10        | Tlak oleje     | 16               |      |
| Ret    | 3   | Jacky Ickx           | Ferrari            | 6         | Řazení         | 3                |      |
| DNS    | 11  | Andrea de Adamich    | McLaren-Alfa Romeo |           | Únik paliva    | 18               |      |
| DNS    | 18  | Rolf Stommelen       | Brabham-Ford       |           |                |                  |      |
| DNS    | 25  | Brian Redman         | De Tomaso-Ford     |           |                |                  |      |
| Zdroj: |     |                      |                    |           |                |                  |      |

## Průběžné pořadí po závodě
Pohár jezdců
|        | Pořadí | Jezdec         | Body |
| ------ | ------ | -------------- | ---- |
|        | 1      | Jochen Rindt   | 36   |
| 1      | 2      | Jack Brabham   | 25   |
| 1      | 3      | Jackie Stewart | 19   |
| 1      | 4      | Denny Hulme    | 16   |
| 1      | 5      | Chris Amon     | 14   |
| Zdroj: |        |                |      |

Pohár konstruktérů
|        | Pořadí | Konstruktér  | Body |
| ------ | ------ | ------------ | ---- |
|        | 1      | Lotus-Ford   | 41   |
|        | 2      | March-Ford   | 33   |
|        | 3      | Brabham-Ford | 27   |
|        | 4      | McLaren-Ford | 23   |
|        | 5      | Matra        | 15   |
| Zdroj: |        |              |      |